# Johnius fuscolineatus
Johnius fuscolineatus es una especie de pez de la familia Sciaenidae en el orden de los Perciformes.

## Morfología
• Los machos pueden llegar a alcanzar los 14 cm de longitud total.

## Hábitat
Es un pez de clima subtropical y bentopelágico que vive entre 0-50 m de profundidad

## Distribución geográfica
Se encuentra en el Índico occidental: a lo largo de las costas de Mozambique, Sudáfrica y Madagascar.

## Observaciones
Es inofensivo para los humanos.